# Nikolaus Manuel

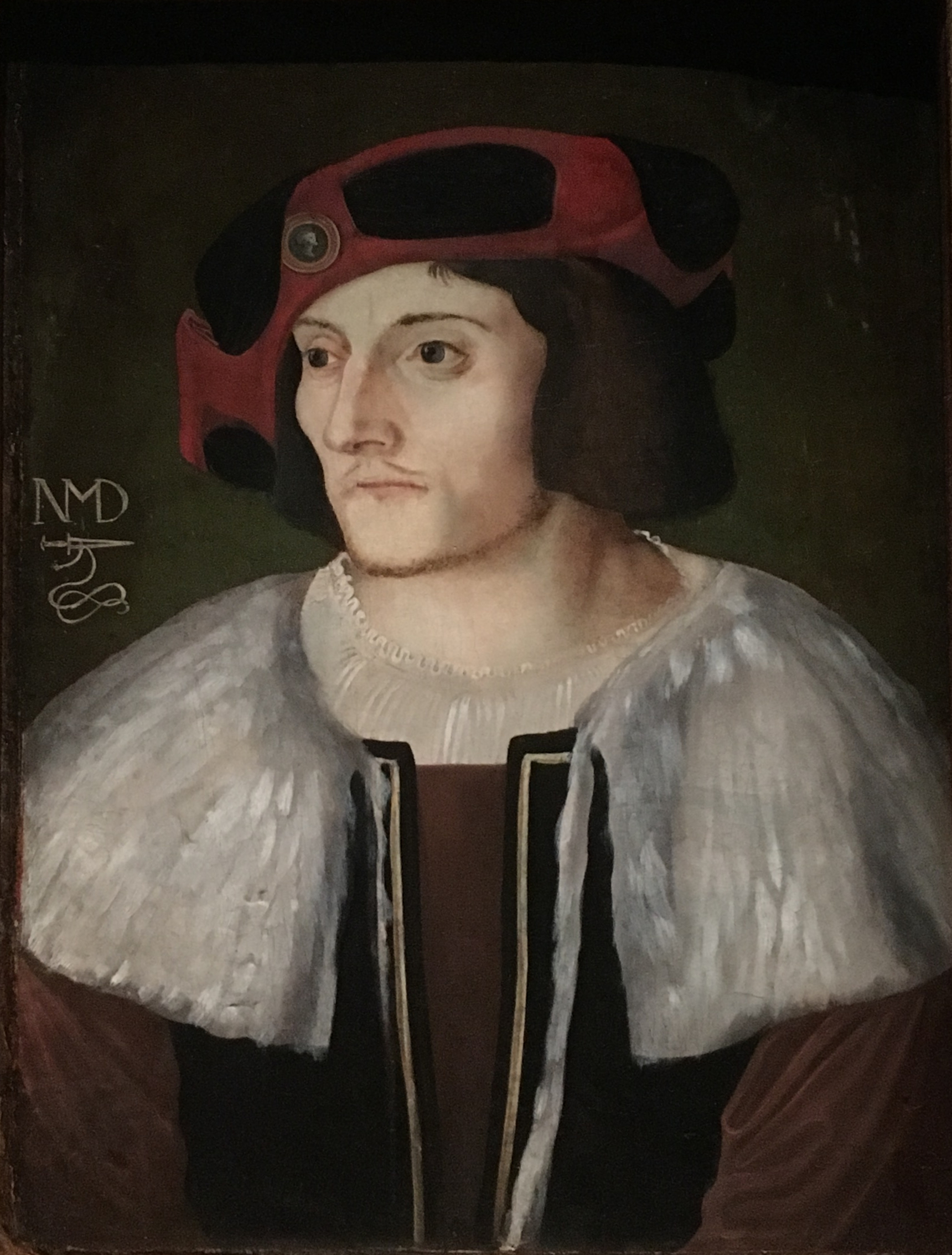
Självporträtt av Nikolaus Manuel Deutsch, omkring 1530.

Nikolaus Manuel, kallad Deutsch, född omkring 1489, död 1530, var en schweizisk konstnär och diktare.

## Biografi
Deutsch var verksam i Bern, och befordrade i hög grad reformationen i Schweiz bland annat genom en rad latinska dikter. Som konstnär var Deutsch autodidakt, men upptog parallellt med Albrecht Dürer och Hans Holbein d.y. renässansens formvärld. Hans större vägg- och valvmålningar är nu mestadels förstörda. Mindre tavelmålerier, drastiska folklivsskildringar av honom, med bibliska ämnen, liksom porträtt förvaras i museerna i Bern och Basel. I den senare samlingen finns även teckningar och glasmålningar av Deutsch.
Hans son, Hans Rudolf Manuel Deutsch (1525-1571) var även han konstnär och utförde bland annat teckningar till träsnitt.